# Villa Ada
Villa Ada er en park i Rom, Italien, der ligger i den nordøstlige del af byen. Den har et areal på omkring 1,8 m2, og det er den næststørste park i byen efter Villa Doria Pamphili.